# Johnnie To
Johnnie To Kei-fung (chiń. 杜琪峰; pinyin Dù Qífēng; jyutping dou6 kei4 fung1; ur. 22 kwietnia 1955 w Hongkongu) – hongkoński reżyser, scenarzysta i producent filmowy.
Zasiadał w jury konkursu głównego na 65. MFF w Wenecji (2008), na 64. MFF w Cannes (2011) oraz na 73. MFF w Berlinie (2023).

## Filmografia

### Jako reżyser
- 1980: Bi shui han shan duo ming jin
- 1988: Ba xing bao xi
- 1996: Romantyczny moment
- 1997: Linia ognia
- 1999: Czas ucieka
- 2001: Czas ucieka 2
- 2003: PTU
- 2003: Running On Karma
- 2005: Wybór mafii
- 2006: Wybór mafii 2
- 2006: Wygnani
- 2008: Kieszonkowcy
- 2009: Zemsta
- 2011: Życie bez zasad
- 2013: Ślepy detektyw

### Jako aktor
- 1991: Sha sha jia jia zhan qi lai
- 1997: Jat go zi tau di daan sang

### Jako producent
- 1989: Iron Butterfly, Part 2: See No Daylight
- 1993: Atomowe amazonki
- 1997: Kong bu ji
- 1999: Czas ucieka
- 2001: Czas ucieka 2
- 2004: Z ostatniej chwili
- 2006: Wygnani
- 2007: Inwigilacja
- 2013: Ślepy detektyw

### Jako scenarzysta
- 2001: Miłość na diecie
- 2005: Wybór mafii
- 2005: Wybór mafii 2

## Nagrody i nominacje
Został nominowany do Złotego Niedźwiedzia, trzykrotnie do Złotego Lwa i dwukrotnie do Złotej Palmy.